# Tamia
För sångarens studioalbum med samma namn, se Tamia (musikalbum)
Tamia Marilyn Hill (flicknamn; Washington), född 9 maj 1975, i Windsor, Ontario, är en kanadensisk sångare, låtskrivare och producent. Som barn övade Tamia upp sin sångröst med att sjunga gospel i kyrkan och fortsatte därefter att sjunga på flera lokala tillställningar. 1994 träffade hon den amerikanska artisten och skivbolagschefen Quincy Jones som erbjöd henne ett skivkontrakt med Qwest Records. Inom några år hade hon medverkat på flera framgångsrika musiksinglar och mottagit tre Grammy-nomineringar. 
Debutalbumet Tamia kom 1998 men var mindre framgångsrikt än förväntat. År 1999 skrev Tamia på ett kontrakt för Elektra Entertainment Group och gav ut sitt andra studioalbum A Nu Day år 2000. Albumet guldbelönades och genererade hitlåten och signaturmelodin "Stranger in My House". Tamia gav ut ett ytterligare album, More (2004), under bolaget innan hon beslutade sig för att bli indieartist och starta sitt eget bolag, Plus 1 Music Group. Hon har sedan dess gett ut studioalbumen, Between Friends (2006), Beautiful Surprise (2012), Love Life (2015) och Passion Like Fire (2018).

## Tidiga år
Tamia Marilyn Washington föddes den 9 maj 1975 i en fattig del av Windsor, Ontario, kallad McDougall Street Projects. Hennes mamma, Barbara Washington Peden, är av afroamerikanskt påbrå och hennes pappa - som hon aldrig lärde känna - är vit. Tamia och hennes tre yngre bröder, Tiras, Tajhee och Trajan uppfostrades av Barbara och styvpappan Frederic Peden. Som barn började hon att sjunga gospel i den lokala kyrkan och insåg då att hon ville bli sångare. Parallellt med skolan började hon att ta sång- och skådespelarlektioner. När Tamia gick i åttonde klass upptäcktes hon av John Vacratsis som var direktör för konstprogrammet i Walkerville Collegiate Institute i Windsor. Han hade sett henne uppträda i flera musikaler, däribland The Little Shop of Horrors och ville rekrytera henne till programmet. Under några år framöver medverkade hon på flera mindre konserter och i en närbelägen teater. Hon fick gott rykte och vann flera priser, däribland en YTV Vocal Achievement Award år 1993. 1994 vann hon ett Steve Ross Music Scholarship vid prisceremonin Annual Salute to Excellence som skapades av American Academy of Achievement. Samma år gick hon på en fest som hennes manager, Brenda Richie, höll för Luther Vandross. På festen träffade hon den amerikanska artisten och skivbolagschefen Quincy Jones som imponerades av Tamias sångröst.

## Karriär

### Karriärstart, Grammy-nomineringar och debutalbum (1994–1999)

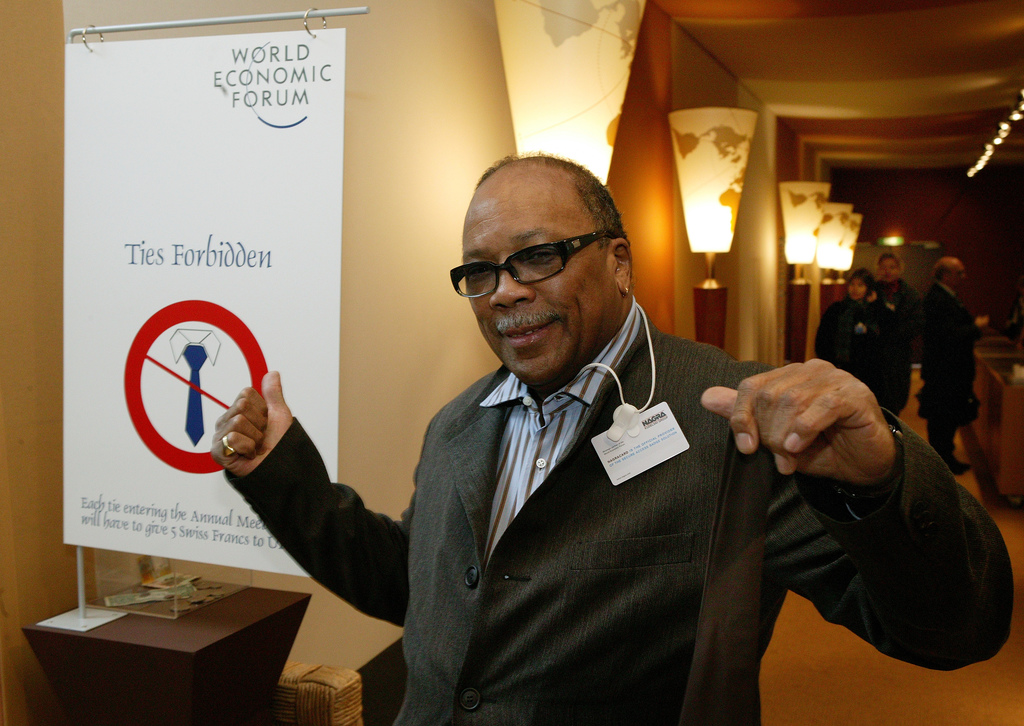
Musikkompositören Quincy Jones erbjöd Tamia ett skivkontrakt med sitt eget bolag, Qwest.

Jones kontaktade Richie och bjöd Tamia på en resa till Los Angeles för att medverka på hans album Q's Jook Joint. Tamia spelade in balladen "You Put a Move on My Heart" som sju sångare tidigare hade försökt sig på men inte godkänts av Jones. I en intervju kommenterade Tamia: "Kan du tänka dig att som 18-åring vara i en inspelningsstudio med Quincy Jones som väntar på att du ska sjunga. Det var en otrolig upplevelse. Jag hade jätteroligt." Låten gavs ut som Tamias debutsingel under året och mottog en Grammy-nominering i kategorin "Best Female R&B Vocal Performance". Samarbetet ledde till Tamias medverkan på ytterligare ett spår på Jones album, "Slow Jams", en duett med Kenneth "Babyface" Edmonds, som också den mottog en Grammy-nominering. År 1996 samarbetade hon med artisterna Brandy Norwood, Gladys Knight och Chaka Khan på "Missing You". Låten inkluderades på soundtrackalbumet till den amerikanska filmen Set It Off (1996) och gav Tamia sin tredje Grammy-nominering, nu i kategorin "Best Pop Vocal Performance By A Duo Or Group". Sådan exponering, innan Tamia ens gett ut något album, gjorde att musikjournalister utnämnde henne till en av 1990-talets mest lovande nya R&B-sångare. Parallellt med inspelningen av albumet fortsatte Tamia sin karriär med att modellera i en reklamkampanj för Tommy Hilfiger och skådespela i den amerikanska action-thrillerfilmen Speed 2: Cruise Control (1997). Tamia var först osäker på erbjudandet att medverka i filmen eftersom hon inte gett ut sitt debutalbum än och inte tänkt att skådespela så tidigt i sin karriär. Hon tyckte dock att rollen var för "perfekt för henne att motstå" och tackade ja. I filmen framförde hon den Diane Warren-skrivna balladen "Make Tonight Beautiful" som inkluderades på filmens soundtrackalbum.
Tamia arbetade med flera av dåtidens mest populära låtskrivare och musikkompositörer inför det självbetitlade debutalbumet Tamia. Några av dem var Tim & Bob, Keith Crouch, Stevie J, Daryl Simmons och Tricky Stewart. Albumet gavs ut den 14 april 1998 och gick in på amerikanska albumlistan Billboard 200 en vecka senare på plats 67. Med den positiva uppmärksamhet som Tamias karriär genererat åren innan var detta avsevärt lägre ner på listan än förväntat och blev en kommersiell besvikelse för Tamia och Qwest. Tamia hade större framgångar i Japan där den gick in på plats 25 på landets albumlista och guldbelönades av RIAJ för 100 000 exemplar skickade till affär. Musikjournalister gav albumet blandad kritik. Leo Stanley från AllMusic skrev att Tamia hade "fantastisk potential" men att albumet dessvärre led av "ojämnt material". Jermaine Dupri arbetade med Tamia på "Imagination", en låt som gavs ut som albumets huvudsingel. Till skillnad från sångarens tidigare mera sofistikerade kärleksballader blev låten en artistisk stiländring som var i upptempo och influerats av hiphop-musik. Balladen "So Into You" från samma album nådde topp-tio på amerikanska R&B-listan och blev en av Tamias signaturlåtar. 1999 avslutade Tamia och Qwest sitt samarbete och valde att gå skilda vägar. Under samma år släpptes balladen "Spend My Life with You" som var en duett med den amerikanska sångaren Eric Benet. Låten blev en hit som nådde förstaplatsen på amerikanska R&B-listan och guldbelönades av RIAA. Låten gav också Tamia sin fjärde Grammy-nominering.

### Framgångar hos Elektra (2000–2004)
År 2000 återvände Tamia med ett uppdaterat artisteri; hon skrev på ett skivkontrakt för Elektra Records och presenterade en sexigare och ungdomligare image än tidigare. Hon tilläts större kreativ kontroll och hjälpte till att skriva flera av låtarna på sitt andra studioalbum A Nu Day som gavs ut i USA den 10 oktober 2000. Albumet innehöll material skapat av musikkompositörer som Missy Elliot, Dallas Austin, Bink!, Errol "Poppi" McCalla och Jazz Nixon. A Nu Day nådde plats 46 på Billboard 200 vilket var noterbart högre än föregångaren. Inför skapandet inledde Tamia ett samarbete med den amerikanska producenten och låtskrivaren Shep Crawford. Crawford bidrog med balladen "Stranger in My House" som gavs ut som albumets andra singel år 2001. Låten blev en hit som nådde topp-tio på amerikanska Hot 100-listan. Framgångarna överraskade Tamia och Elektra och hjälpte till att öka försäljningen av A Nu Day och göra att albumet nådde topp-tio på amerikanska R&B-listan. A Nu Day certifierades guld av RIAA den 4 juni 2001 och blev Tamias framgångsrikaste albumutgivning i karriären. Trots framgångarna var musikjournalisters reaktioner på albumet återigen blandade. AllMusic beskrev A Nu Day som ett "trevligt pop-album" men att det inte bröt någon ny mark. Entertainment Weekly gav betyget C- och beskrev innehållet som "överdrivet" och "självmedvetet".
År 2003 inkluderades "It's a Party" på innehållsförteckningen till soundtrackalbumet för filmen Honey med Jessica Alba i huvudrollen. Hon framförde även refrängen i "Into You" en omarbetning av hennes 1990-tals hit "So Into You" till den amerikanska rapparen Fabolous' album Street Dreams. Låten blev en ytterligare framgång som nådde fjärdeplatsen på amerikanska Hot 100-listan och introducerade Tamia för en yngre målgrupp. Tamia fortsatte sin trend att jobba med flera musikkompositörer på sitt tredje studioalbum More som släpptes den 15 mars 2004. Hon återförenades med tidigare samarbetspartners som Shep Crawford, Babyface och Jermaine Dupri och jobbade även med Clue, Duro, R. Kelly, Poke & Tone och 7 Aurelius. More gick in på plats 17 på Billboard 200 och hade den högsta första veckas försäljningen i sångarens karriär; mer än dubbelt så mycket än föregångaren A Nu Day. Inga av singlarna från albumet fick dessvärre någon uppmärksamhet på pop-marknaden. Projektets huvudsingel, "Officially Missing You", nådde topp-fyrtio på förgreningslistan Hot R&B/Hip-Hop Songs. Musikjournalister var mestadels positiva till More. AllMusic konstaterade: "På varje spår presenteras olika miljöer där Tamia kan visa sin skicklighet" medan Billboard beskrev albumet som Tamias dittills bästa utgivning. Under samma år begav sig Tamia på en nationell turné, Ladies First Tour, tillsammans med artisterna Beyonce, Alicia Keys och Missy Elliot. Turnén sponsrades av Verizon och startades den 12 mars 2004 i Fort Lauderdale, Florida, och pågick fram till 21 april med den sista showen i Anaheim, Kalifornien.

### Albumutgivningar som indieartist (2005–2013)
Kort efter utgivningen av More fusionerades Elektra med Atlantic Records och Tamias skivkontrakt med det förstnämnda bolaget upphörde. Vid tidpunkten hade sångaren kommit att bli missnöjd över att hon hade så liten kontroll över sin musikkarriär så när Atlantic erbjöd henne ett nytt kontrakt tackade hon nej. I november 2005 grundade Tamia sitt eget skivbolag Plus 1 Music Group. I en intervju kommenterade sångaren: "Det var viktigt för mig att börja ta kontroll över mitt liv. När du känner att du inte äger ditt liv är det viktigt. Det var ett naturligt steg som kvinna att vilja ta kontroll." Sångaren förklarade att det var hennes tidigare framgångar hos Elektra som möjliggjorde valet att bli indieartist. I en intervju förklarade hon: "Det är inte en möjlighet för alla men eftersom jag hade ett etablerat namn och har kultiverade relationer var det lite lättare." Hon skrev på ett kontrakt med Image Entertainment för paketering och distribuering av studioalbum i USA och samarbetade med andra företag i Kanada, Sydafrika och Japan. Tamias fjärde studioalbum Between Friends gavs ut i Sydafrika den 12 maj 2006 och i USA den 14 november 2006. Majoriteten av albumets innehåll skapades av Crawford och resterande spår av den amerikanska producenten Rodney Jerkins och hans Darkchild-team. Between Friends gick in på plats 66 på Billboard 200 och nådde andraplatsen på förgreningslistan Independent Albums. Between Friends mottog positiv kritik från de flesta musikjournalister och blir Tamias mest kritikerhyllade album i karriären. I oktober samma år återutgavs albumet med titeln A Gift Between Friends som innehöll en ytterligare CD med julsånger.
I januari 2008 meddelade Tamia att hon planerade att ge ut en CD och DVD med liveframträdanden av hennes hits med titeln Live In Washington D.C.. Skivorna var tänkt att ges ut samtidigt den 2 december 2008 men utgivningen uteblev. I en intervju flera år senare sade sångaren: "Jag har dom fortfarande! En live-CD och en live-DVD. Jag har inte bestämt mig än för vad jag vill göra med dem. Allt är färdigt, jag kanske ger ut några låtar som singlar, jag vet inte. Vi får se vad som händer. Man vet aldrig." I september år 2009 meddelades att Tamia och sångarna Deborah Cox och Kelly Price hade format en grupp med namnet TBK. Gruppen sattes ihop av Shep Crawford som också arbetat med Cox och Price. Sångarna påbörjade arbetet på ett debutalbum, The Queen Project, samma månad med producenter som Warryn Campbell, Babyface, R. Kelly, Raphael Saadiq och Crawford. Utgivningen av projektet uteblev dessvärre då sångarna inte kunde matcha varandras scheman vilket omöjliggjorde marknadsföring av albumet och en gemensam turné.
Tamia gav ut Beautiful Surprise den 28 augusti 2012 vilken blev hennes första album på sex år. Sångaren valde att samarbeta med Jerkins, Chuck Harmony, Jermaine Jackson, Andrew Harr, Claude Kelly och Ivan Barias inför skapandet. Den gick in på plats 23 på amerikanska albumlistan och på fjärdeplatsen på förgreningslistan Independent Albums. Musikjournalister hade blandade uppfattningar om albumet. Stacy Anderson från Yahoo! News skrev: "Ännu en solid skiva från den underskattade sångfågeln. Arbetet är fyllt av soulberikade ballader och trallvänliga midtempos." Andy Kellman från AllMusic var dock mindre imponerad: "Trots en rad framgångsrika kompositörer erbjuder albumet ingen större 'överraskning' men den kommer troligtvis att tillfredsställa Tamia-fansen." Han avslutade: "Få av dessa låtar är värdiga att inkluderas på ett 'Best-of' album men i sina bästa stunder är arbetet trevligt och lätt att relatera till." Tamia turnerade tillsammans med R. Kelly under större delen av året på hans Single Ladies Tour.

### Senare projekt (2014–framåt)

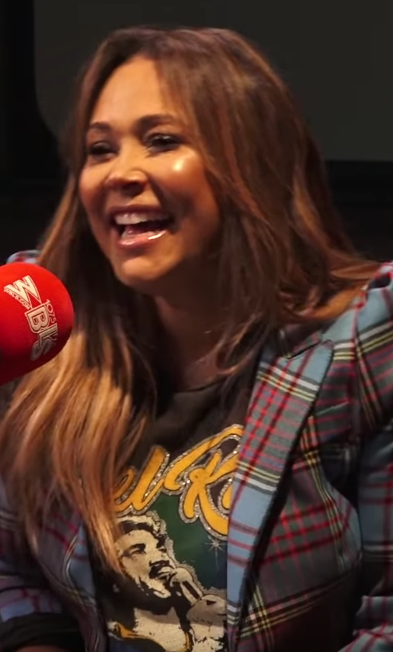
Tamia under en intervju i september år 2018.

I augusti 2014 meddelade Billboard att Tamia skrivit på ett skivkontrakt med Def Jam. Hennes sjätte studioalbum Love Life färdigställdes på endast tio dagar och gavs ut den 9 juni 2015. Albumet blev ett steg bort från hennes tidigare indieprojekt och hon samarbetade med en stor mängd kända musikproducenter under skapandet, däribland Polow da Don, Oak Felder och Pop Wansel från duon Pop & Oak samt tidigare samarbetspartners som Christopher "Tricky" Stewart och The-Dream. Love Life mottog mestadels positiv kritik från musikjournalister som summerade albumet som "vuxen och finslipad R&B, när den är som bäst". Albumet gick in på plats 24 på Billboard 200 med 16 000 sålda exemplar under premiärveckan. Albumet gick in på första- respektive andraplatsen på R&B-topplistorna Top R&B Albums och Top R&B/Hip-Hop Albums och blev därmed hennes högsta positioner på alla tre albumlistorna. Albumutgivningen genererade tre singelutgivningar, däribland huvudsingeln "Sandwich and a Soda" och uppföljaren "Stuck with Me" som båda placerade sig högt på Billboards Adult R&B Songs.
Passion Like Fire, Tamias sjunde studioalbum, gavs ut i september 2018 via Plus One, 21 Entertainment och eOne Music. Inför skapandet av albumet återgick Tamia till att arbeta med ett mindre team av låtskrivare och producenter. Hon involverade vännerna och de tidigare samarbetspartnerna Lil Ronnie, Shep Crawford och Salaam Remi. Albumet fick mestadels blandad kritik och gick in på plats 145 på Billboard 200 och plats 17 på förgreningslistan Top R&B Albums. Albumutgivningen föranleddes av singlarna "Leave It Smokin'" och "Today I Do". Den första låten blev Tamias största hit på flera år och nådde andraplatsen på Adult R&B Songs. För att stötta albumet begav sig Tamia ut på en turne; Passion Like Fire Tour som startade den 18 september 2018. Den besökte de flesta större städer i USA. År 2019 mottog Tamia priset Soul Music Icon Award vid den fjärde upplagan av den amerikanska prisceremonin Black Music Honors.

## Artisteri

### Röst och musikalisk stil
Tamia är en sopran med ett röstomfång på fem oktaver. Musikjournalister har beskrivit hennes röst som "kraftfull" och "klar".

## Privatliv

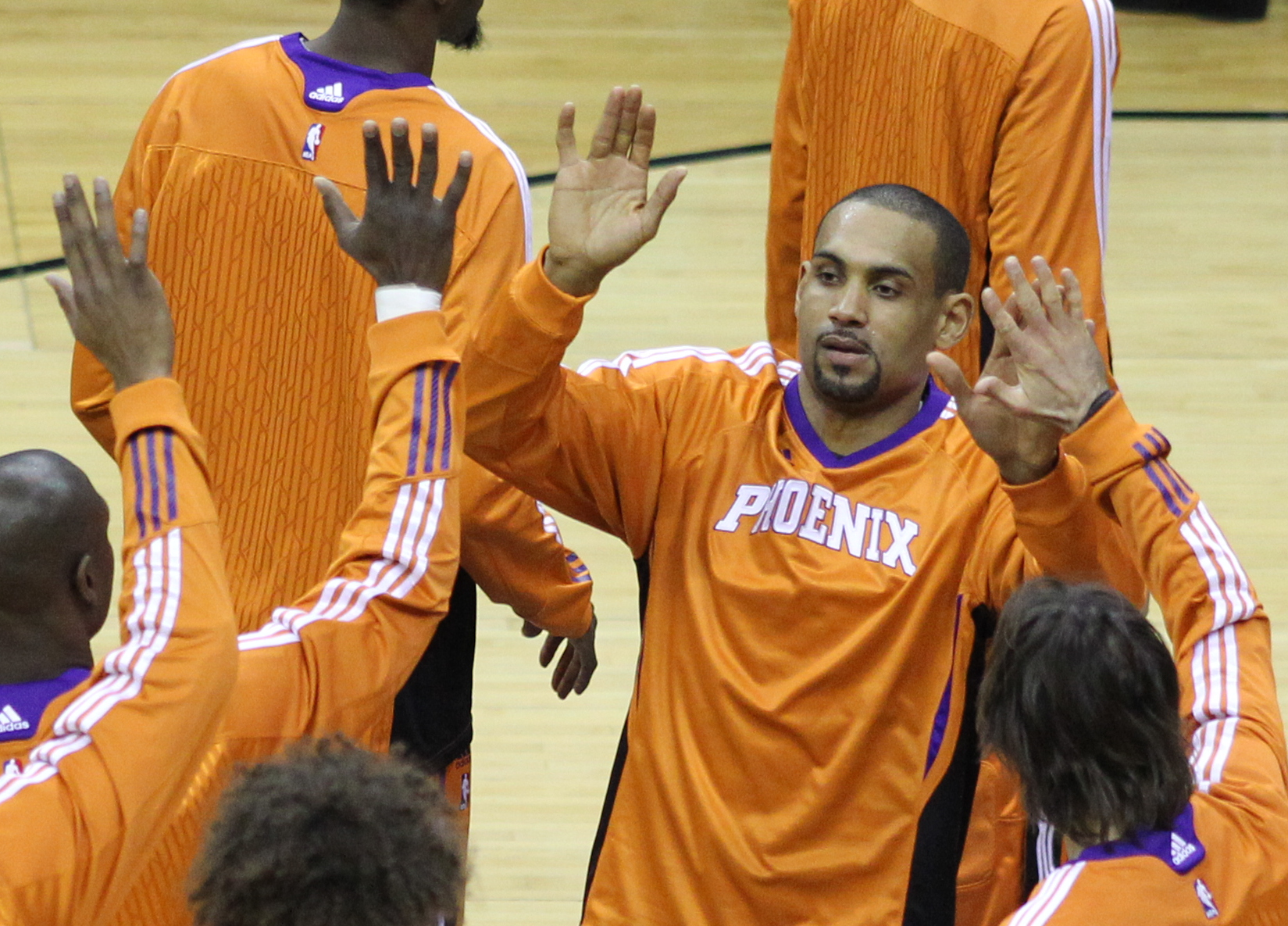
Tamia har varit gift med NBA-spelaren Grant Hill (på bilden) sedan 1999.

Under sin karriärs gång har Tamia hållit sitt privatliv från allmänhetens beskådan och sällan diskuterat det i media. Tamia och den amerikanska basketspelaren Grant Hill träffades på en blind date 1996 anordnad av sångaren Anita Baker. Dom gifte sig den 24 juli 1999 inför 250 gäster vid Picturesque garden. Tamia födde sitt första barn, dottern Myla Grace Hill den 23 januari 2002. År 2003, under en marknadsföringsturné för studioalbumet More, upplevde sångaren mental trötthet och domningar i benen. Hon diagnosticerades en tid senare med den obotliga nervsjukdomen Multipel skleros. I en intervju med webbplatsen Andpop 2004 kommenterade hon: "Ena dagen joggade jag tre kilometer och andra dagen kunde jag inte ta mig ur sängen." År 2012 meddelade Tamia att sjukdomen var på tillbakagång. I en intervju med tidskriften Huffington Post sade hon: "Det som är bra för mig är att jag lever ihop med en atlet. Det är verkligen en tillgång och jag har lärt mig jättemycket om att ta hand om kroppen och äta rätt och om olika sätt att göra det på. Tack vare min MS är hälsan något jag alltid måste hålla i åtanke." Den 9 augusti 2007 födde Tamia parets andra barn, dottern Lael Rose Hill.

## Diskografi
- Tamia (1998)
- A Nu Day (2000)
- More (2004)
- Between Friends (2006)
- Beautiful Surprise (2012)
- Love Life (2015)
- Passion Like Fire (2018)

## Filmografi

### Filmer
| Titel                   | År   | Roll         | Regissör(er) | Budget          | Box office      | Ref           |
| Titel                   | År   | Roll         | Regissör(er) | USD$ (miljoner) | USD$ (miljoner) | Ref           |
| ----------------------- | ---- | ------------ | ------------ | --------------- | --------------- | ------------- |
| Speed 2: Cruise Control | 1997 | Sheri Silver | Jan de Bont  | 110             | 164,5           | [ 66 ] [ 67 ] |

### TV
| Titel         | År   | Roll                                               | Skapare      | Avsnitt                                          | Ref    |
| ------------- | ---- | -------------------------------------------------- | ------------ | ------------------------------------------------ | ------ |
| Kenan & Kel   | 1999 | Som sig själv                                      | Kim Bass     | "Who Loves Who-ooh?" (säsong 3, avsnitt 21)      | [ 68 ] |
| Beverly Hills | 2000 | Som sig själv (framförde "Spend My Life with You") | Darren Star  | "Ode to Joy" (säsong 10, avsnitt 27)             | [ 69 ] |
| The Center    | 2003 | Värd                                               | i.u.         | 5 avsnitt                                        | [ 26 ] |
| Rock Me, Baby | 2004 | Som sig själv                                      | Tim Kelleher | "Singing for Your Supper" (säsong 1, avsnitt 22) | [ 70 ] |